# Märchen vom sichern Mann

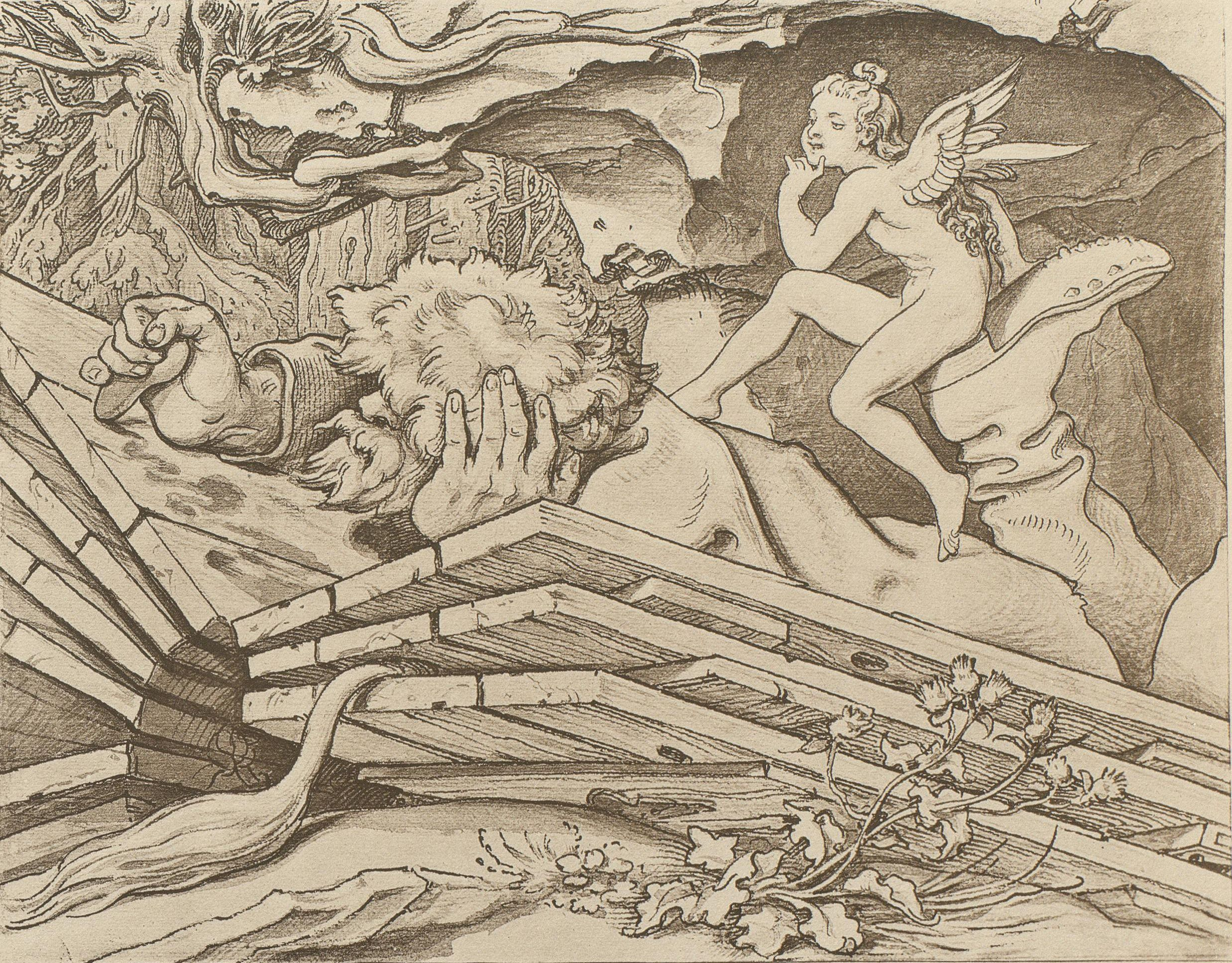
Der Sichere Mann, Sepiazeichnung von Moritz von Schwind, 1867

Märchen vom sichern Mann (Titel der Erstausgabe: Mährchen vom sichern Mann) ist eine groteske Verserzählung von Eduard Mörike. Die Anfangszeile lautet „Soll ich vom sicheren Mann ein Mährchen erzählen, so höre!“.
In 292 Hexametern wird die Geschichte des Riesen Suckelborst erzählt. Der schalkische Götterjüngling Lolegrin verleitet den unbedarften Riesen dazu, ein Weltbuch zu verfassen, in dem er die Entstehung der Welt aufschreiben soll. Im Auftrag der Götter hält er aus seinem Buch eine Vorlesung vor den Schatten der Unterwelt.

## Inhalt
Suckelborst, „der sichere Mann“, verharrt bis zum Ende der Sündflut im Bauch seiner Mutter, der Riesenkröte, die nach seiner Empfängnis stirbt und zu Stein wird. „Nicht völlig gleich ist der Sohn“ seinem Vater Serachadan, einem tückisch-grausamen Waldmenschen, „doch immer ein Unhold, riesenhaft an Gestalt“. Die Beschäftigung des Sicheren besteht in Fressen, Nichtstun und üblen Streichen, mit denen er Menschen und Tiere peinigt.

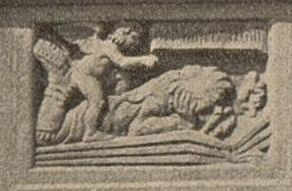
Lolegrin und Suckelborst, Relief von Jakob Brüllmann, 1903

Eines Tages besucht ihn der Götterjüngling Lolegrin, der schalkhafte Sohn der Göttin Weyla, „der Lustigmacher der seligen Götter“. Er beschimpft den Sicheren als „Schweinpelz“ und redet ihm ein, er solle den Toten in der Unterwelt sein angebliches Wissen von der Erschaffung der Welt verkünden. Nach anfänglichem Fluchen und Toben über den Schimpf besinnt er sich, stiehlt den Bauern im Dorf die Scheunentore und heftet sie zu einem Buch zusammen. Zurück in seiner Höhle überfällt ihn ein ungeahnter schöpferischer Rausch. Anderthalb Tage lang kratzt er in sein Weltbuch „grad‘ und krumme Strich‘, in unnachsagbaren Sprachen“.
Zur Verkündung der niedergeschriebenen Weisheiten macht sich Suckelborst auf in die Unterwelt. Dort findet er als Publikum aber nur „unliebsamen Kehricht niederen Volks“. Während diese staunend seinem Vortrag lauschen, schleicht sich heimlich der Teufel an. Hinter dem Rücken des Sicheren treibt er allerhand Schabernack und schiebt ihm schließlich den Schwanz in die Rocktasche, „als ob es ihn fröre“. Der Sichere „reißet ihn schnellend bei der Wurzel heraus, daß es kracht‘, ein gräßlicher Anblick!“ Der Teufel entflieht unter Wehgeschrei, der prophetische Riese verkündet das Kommen des Goldenen Zeitalters, legt den Schwanz als Lesezeichen in sein mächtiges Buch und trollt sich von hinnen.
Lolegrin aber, der ihn heimlich in die Unterwelt geführt und in Gestalt einer Zikade seinem prophetischen Vortrag beigewohnt hat, schwingt sich empor zu den Göttern, um ihnen den lustigen Streich zu verkünden „und das himmlische Mahl mit süßem Gelächter zu würzen“.

## Form
Das Gedicht besteht aus 292 Hexametern. Sie sind nicht in Strophen unterteilt, sondern in 16 durch Leerzeilen markierte Sinnabschnitte. Mörike handhabte den Hexameter in der ersten Auflage seiner Gedichte recht freizügig. Der Germanist Ulrich Hötzer analysierte Goethes und Mörikes Hexameterkunst und kam zu dem Schluss:
„Mörike war in Fragen der antiken Verskunst wesentlich sicherer und selbständiger [als Goethe]. Zwar beginnt auch er mit ähnlich unbefangenen Hexametern und rät seinem Freunde Hermann Kurz im Brief vom 19. Juni 1837, einen epischen Stoff … in ‚ungestiefelten Hexametern‘ zu schreiben. Kurz schickt statt dessen am 5. Juli 1837 das ,Gespräch auf dem Kirchhofe zu Cleversulzbach. In barfüßigen Hexametern’. Und im nächsten Jahr lobt er die Erstfassung des ,Märchens vom sichern Mann’ wegen des laxen Verses, welcher die Erzählung „der Prosa nähert“. Der ‚ungestiefelte Hexameter‘ scheint also in jenen Jahren fast Prinzip gewesen zu sein. Aber Mörike hat später (1847) dieses Werk für die zweite Auflage seiner Gedichte gründlich überarbeitet und die metrischen Lässigkeiten zum größten Teil getilgt.“

## Entstehung
Die Figur des sicheren Mannes war Bestandteil der von Mörike und seinem Freund Ludwig Amandus Bauer („Louis“) erfundenen Orplid-Mythologie, dem er die erste Ausgabe des Märchens vom sichern Mann widmete („An Louis B.“). Der sichere Mann wird erstmals schriftlich in einem Brief von Bauer an Mörike am 19. Juli 1824 erwähnt:
„Heute früh habe ich ein Briefchen an meine Mutter geschrieben, … zugleich aber unterließ ich nicht, sie zu warnen, daß sie sich, wenn der sichre Mann, aus deinem Hause verjagt, zu uns hinunterlumpern sollte, von ihm nicht täuschen lassen möchte, denn neuerdings gibt er sich gewiß oft für den Herrn Möricke aus. … Wenn du etwa im Sinn haben solltest, den Sichern völlig abzuthun, so schicke mir nur sein Fell, da hat ein Gerber ein ganzes Jahr dran zu arbeiten.“
In einem nur teilweise erhaltenen Brief an seinen Freund Ernst Friedrich Kauffmann skizzierte Mörike ein Jahr später im Juli 1825 wesentliche Handlungsmomente des Märchens:
„… gegen Ende seines Lebens [hatte der sichere Mann] die fixe Idee gefaßt, ein Prophete zu seyn und stand, in der Schattenwelt ankommend, plözlich mit einer Menge ausgehobener Stubenthüren unterm Arm da, welche an den Angeln mit Sailen nach Art eines Buches zußammengeheftet waren und die er ohne Zweifel bei nächtlicher Weile in Gasthöfen us. w. gestohlen hat. – Er ist aber der gewißen Meynung, daß er aus diesem Buche Vorlesungen halte. Dem Satan, der ihm einst naseweis, und die Andern zum Lachen reizend, hineinsah, riß er aufeinmal den Schwanz heraus und legte ihn als Zeichele ganz kaltblütig mit den Worten zwischen 2 aufgeschlagene Thüren (eine Abtritts- und eine Saalthüre). ‚So! Do wöllet mer morga weiter fortmacha.‘ Darauf schlug er das Buch mit dem Fuß zu u. trollte sich ernsthaft. …“
In dem Roman Maler Nolten, den Mörike 1830 im Manuskript vollendet hatte, begegnete in dem Zwischenspiel „Der letzte König von Orplid“ die Fee Silpelitt dem sicheren Mann, der sich ihr gegenüber als gutmütiger Riese gebärdete. Ende 1837 scheint Mörike den sicheren Mann ‚als ein Mährchen in ungereimten Versen‘  fixiert und im Februar 1838 abgeschlossen zu haben. 1846 kam Mörike noch einmal auf den sicheren Mann zurück. In dem Gedicht „Erbauliche Betrachtung“ sang er ein Loblied auf seine Schuhe, die „ehrlichen Gesellen“. Dabei erinnerte er sich an seine Jugend und an nächtliche Spaziergänge mit seinem Freund:
„Und überfließend das Gespräch wie Feuer troff, Bis wir zuletzt an Kühnheit mit dem sichern Mann wetteiferten , da dieser Urwelts-Göttersohn in Flößerstiefeln vom Gebirg zum Himmel sich verstieg und mit der breiten Hand der Sterne Heer zusammenstrich in einen Habersack.“
Fast 30 Jahre nach dem ersten Erscheinen des sicheren Manns schuf 1867 der Maler Moritz von Schwind, der mit Mörike befreundet war, eine Zeichnung des sicheren Manns (siehe Titelbild), für die sich Mörike in einem begeisterten Brief an Schwind herzlich bedankte.

## Rezeption
Während Mörikes kritische Freunde Friedrich Theodor Vischer und David Friedrich Strauss dem Märchen vom sichern Mann verständnislos gegenüberstanden, wurde es von den Dichtern Theodor Storm und Paul Heyse und dem Maler Moritz von Schwind besonders geschätzt. Der Dichter und Literaturwissenschaftler Friedrich Gundolf bewunderte die Meisterschaft, mit der „Hades und Cleversulzbach, Styx und Neckar ineinander [ge]zaubert“ seien. Während Mörikeforscher und Interpreten wie Martin Stern den humoristischen Grundton des Märchens hervorhoben, sah Romano Guardini vor dem Hintergrund von Schellings Philosophie in Suckelborst einen Boten christlicher Erlösung.

## Ausgaben

### Erstausgabe
- Mährchen vom sichern Mann. In: Eduard Mörike: Gedichte. Stuttgart : Cotta, 1838, Seite 175–189, pdf.

### Andere Ausgaben
- Mährchen vom sichern Mann. In: Eduard Mörike: Gedichte. 2., vermehrte Auflage. Stuttgart : Cotta, 1848, Seite 87–102, pdf.
- Märchen vom sichern Mann. In: Eduard Mörike: Gedichte. 3., vermehrte Auflage. Stuttgart : Cotta, 1856, Seite 90–103, pdf.
- Märchen vom sichern Mann. In: Eduard Mörike: Gedichte.  Mit 1 Photographie des Verfassers. Ausgabe letzter Hand, 4., vermehrte Auflage. Stuttgart : Cotta, 1867, Seite 109–124.

## Illustrationen

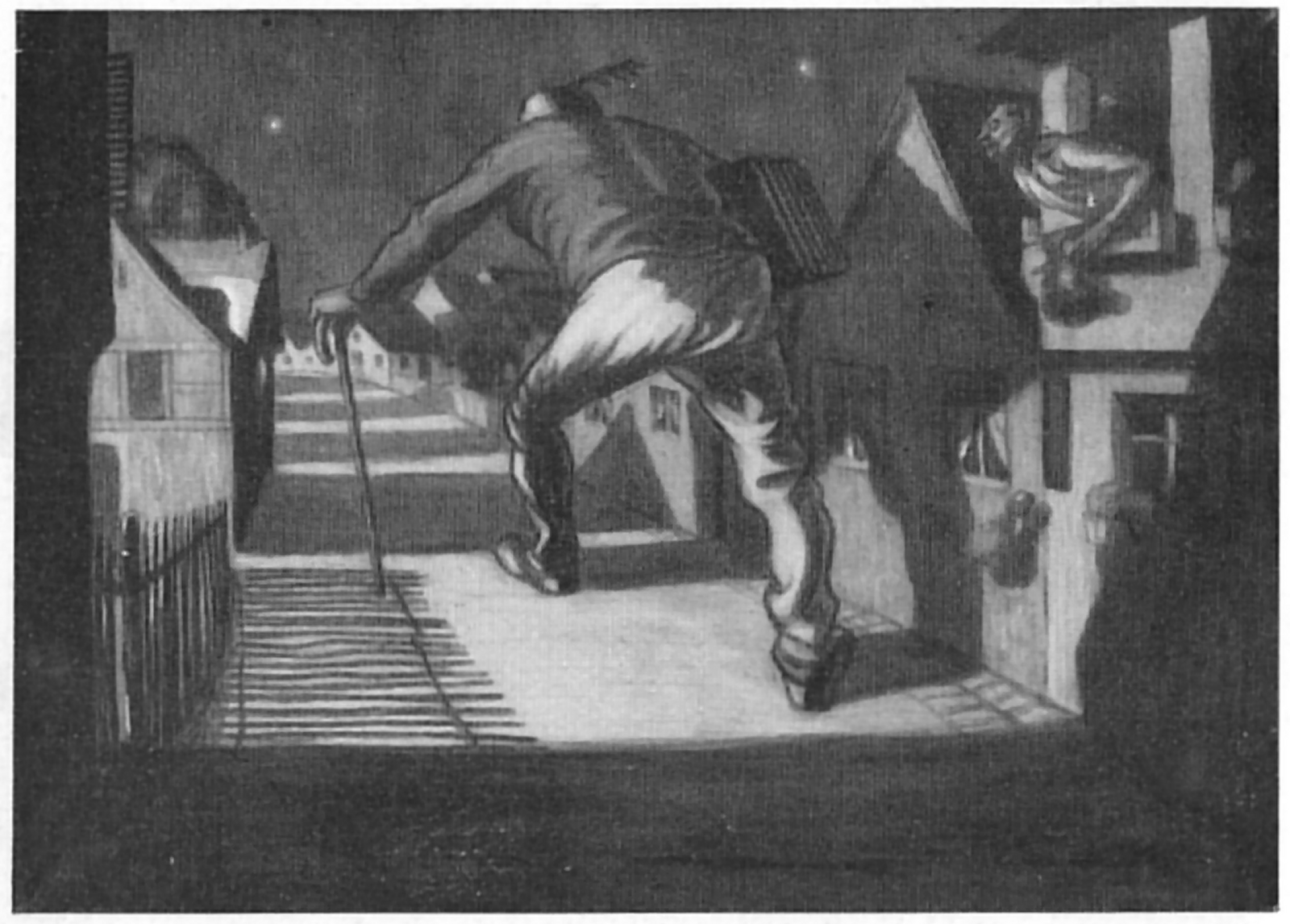
Abbildung von Christian Bärmann, 1907

- Abbildung von Christian Bärmann, 1907Eduard Mörike: Das Märchen vom sichern Mann, Zeichnungen von Christian Bärmann. München: H.Schmidt, 1907.[14]
- Moritz von Schwind; Walther Eggert Windegg (Herausgeber): Mörike-Album. München : Beck, 1922, Tafel 2.
- Eduard Mörike: Das Märchen vom sichern Mann. Mit Zeichnungen von Hildegard Weber. Zürich : Fretz, 1924.
- Eduard Mörike: Märchen vom sichern Mann. Mit 18 Holzschnitten von Hermann Burkhardt. Fellbach : Claudius-Presse, 2003.

### Allgemein
- Mörikes „Märchen vom sichern Mann“. In: Arnold Bergstraesser: Staat und Dichtung. Freiburg im Breisgau : Rombach, 1967, Seite 231–238.
- Das Märchen vom sichern Mann. In: Romano Guardini: Gegenwart und Geheimnis. Eine Auslegung von fünf Gedichten Eduard Mörikes, mit einigen Bemerkungen über das Interpretieren.Würzburg : Werkbund-Verlag, 1957, Seite 65–97.
- Ulrich Hötzer: „Grata negligentia“ – „ungestiefelte Hexameter“. Bemerkungen zu Goethes und Mörikes Hexametern. In: Der Deutschunterricht : Beiträge zu seiner Praxis und wissenschaftlichen Grundlegung, Band 16, 1964, Seite 86–108. – Nachdruck: #Hötzer 1998 , Seite 49–79.
- Märchen vom sichern Mann.  In: Ulrich Hötzer: Mörikes heimliche Modernität. Tübingen : Niemeyer, 1998, Seite 165–180.
- B. Lee Jennings: Suckelborst, Wispel and Mörikes Mythopoeia. In: Euphorion : Zeitschrift für Literaturgeschichte, Band 69, 1975, Heft 3, Seite 320–332.
- Märchen vom sichern Mann. In: Mathias Mayer: Eduard Mörike. Stuttgart : Reclam, 1998, Seite 59–60.
- Mathias Mayer: Märchen vom sichern Mann. In: #Wild 2004, Seite 128–129.
- Martin Stern: Mörikes Märchen vom sichern Mann. In: Euphorion : Zeitschrift für Literaturgeschichte, Band 60, 1966, Seite 193–208.
- Gerhard Storz: Eduard Mörike.  Stuttgart : Klett, 1967, Seite 204–210.
- Benno von Wiese: Eduard Mörike. Stuttgart : Wunderlich, 1950, Seite 137–143.
- Inge Wild (Herausgeberin); Reiner Wild (Herausgeber): Mörike-Handbuch : Leben – Werk – Wirkung. Stuttgart: Metzler, 2004.